# Volf György
Volf György (Törökbálint, 1843. október 3. – Budapest, 1897. szeptember 13.) nyelvész, gimnáziumi tanár, gimnáziumi igazgató, a Magyar Tudományos Akadémia levelező (1877), majd rendes (1894) tagja. Demeczkyné Volf Irma festőművész édesapja.

## Élete
Német ajkú, hétgyerekes parasztcsaládból származott, apja szőlősgazda volt. Papi pályára készült, de apja korai halála után a család elszegényedett és neki – középiskolai tanulmányai helyett – munkát kellett vállalnia. Három évig az iskolamester mellett segédtanító volt, de mindenféle munkát elvállalt, hogy eltarthassa magát. Tizenötéves korában kezdhette meg a gimnáziumot, huszonhárom éves korában fejezte be, magyarul is itt tanult meg. Jeles bizonyítványa ellenére nem lehetett pap, a felvételin hátrányba került, ezért a tanári pályát választotta, huszonhét éves korában szerzett egyetemi diplomát.
A budapesti V. kerületi főgimnáziumban végezte középiskolai tanulmányait, majd a budapesti egyetemen hallgatott klasszika-filológiai, magyar és német nyelvi és irodalmi előadásokat. 1869. április 13-tól 1870. július 30-ig helyettes tanár volt a fővárosi IV. kerületi, 1872-ben pedig rendes tanár a II. kerületi főreáliskolában. 1873-ban az akkori VI. kerületi főreáliskolához helyezték át. Néhány évvel később a tanárképző-intézet gyakorló főgimnáziumához nevezték ki, melynek 1890-ben igazgatója lett. A Magyar Tudományos Akadémia 1877. május 24-én levelező tagjává, 1894-ben rendes tagjává választotta. 1892-ben királyi tanácsosi címet kapott, 1897-ben a budapesti tanárvizsgáló bizottság alelnöke és ugyanazon év szeptember 13-án az akadémia nyelvtudományi bizottságának elnöke lett. Váratlanul hunyt el 1897. szeptember 13-án.

## Munkássága
Nyelvtudományunk történetében ortológusharcain kívül főként a középkori magyar szövegek kiadásával örökítette meg nevét. A nyelvemlékekkel való foglalkozás vezette a honfoglaláskori műveltség kérdéseinek tárgyalásához. A kortársak pedagógiai munkáját is elismeréssel említik.
Az 1870-es években két, a későbbi pályafutását alapvetően meghatározó személlyel találkozott, akik a kiegyezés utáni magyar kulturális élet aktív szereplői voltak: Szarvas Gábor a nyelvészet, Kármán Mór pedig a pedagógia felé vonzotta. A Magyar Nyelvőr megindulásától kezdve markáns ortológus álláspontot képviselve írta cikkeit, vett részt az ortológus-neológus vitában. Munkásságának maradandóbb és meghatározóbb része a nyelvemlékkiadás területén kifejtett tevékenysége. 1874-ben a Magyar Tudományos Akadémia indította el a második nagy nyelvemléksorozatot, a Nyelvemléktárat. A sorozat 15 kötetben, az addig ismert magyar nyelvű kódexeket tartalmazza. A kiadvány szerkesztői Budenz József, Szarvas Gábor és Szilády Áron, a kódexek közreadója többnyire Volf György, csak a III. köteté Komáromy Lajos és Király Pál. A Nyelvemléktár szövegkiadási elveiről az I. kötet előszavában ír Volf: a kódexek helyesírását modernizálják, a hangjelölést egységesítik. A hatalmas vállalkozás mindenképpen tiszteletre méltó teljesítmény, azonban ezek a beavatkozások a szövegközlések mai, tudományos (leginkább nyelvészeti) használhatóságát jelentősen csökkentik. A 19. századi sorozatoknak az is a hiányossága, hogy nem közlik a magyar szövegek latin eredetijét.
Szövegemlékeink első nagy, gyűjteményes kiadása, a Régi Magyar Nyelvemlékek című sorozat utolsó két kötetének megjelentetésében is részt vállalt Volf György. Az első négy kötet (I–III., IV/1.) 1838–1846 között Döbrentei Gábor gondozásában készült, majd halála után (1851) Toldy Ferencet bízza meg az Akadémia a negyedik kötet befejezésével. A kötet első felét, a Guary-kódexet még 1846-ban kinyomtatta Döbrentei, de a másik fele és a bevezetés – mire mint készre hivatkozott a szerkesztő – sem kinyomtatva, sem kéziratban nem került elő. Toldy sem fejezte be az Egyházi vegyes könyv (Winkler-kódex) sajtó alá rendezését, a IV/2. kötet lezárása előtt az V. kötetet, a Jordánszky-kódexet nyomtatta ki, de halála miatt ismét csak töredékes könyvek maradtak. Végül Volf Györgyre bízták a két kötet lezárását. A IV. kötet a Guary- és a Winkler-kódexet tartalmazza, az V. pedig a Jordánszkyt. Mindkettő (IV/2., V.) 1888-ban jelent meg Volf György gondozásában.
Volf György - kódexkiadói tevékenysége mellett - bekapcsolódott a Magyar nyelvtörténeti szótár szerkesztési munkálataiba is. Budenz József és Szarvas Gábor felhívására indult meg a történeti magyar nyelv szókincsének összegyűjtése, eredetileg csak a kódexirodalom körében. A kezdeményezést felkarolta a Magyar Tudományos Akadémia, és úgy határozott, hogy a készülő szótár (a szógyűjtést a nyomtatványokra is kiterjesztve) a 18. század végéig minden régi magyar irodalmi mű szóanyagának a tárháza legyen. Az anyaggyűjtés (1874-1878) és a rendszerezés (1879-1880) után az Akadémia Volf Györgyöt - aki kezdetben részt vett a szerkesztési munkákban is - bízta meg a szerkesztési Utasítások kidolgozásával.
Volf György a nyelvemlékekkel kapcsolatos munkái nyomán kezdett érdeklődni művelődéstörténeti témák iránt is. Tanulmányt írt arról, hogy kiktől tanult a magyarság írni, olvasni. Egy másik írásában a korszakban elterjedt nézettel szemben, mely szerint a honfoglaló magyarok a szlávoktól tanulták volna a latin betűs írást, azt igyekezett bizonyítani, hogy a Velence környéki olaszok voltak a tanítómestereink. Ezt a gondolatot folytatva, egy újabb értekezésében azt fejtegette, hogy nem a szlávok, hanem az olaszok voltak a magyarok első térítői. Más őstörténeti munkájában arról ír, hogy miféle szlávok laktak a honfoglalás idején hazánkban, és mi jellemzi az akkori magyarok műveltségét.
Munkásságának másik nagy területe a tanügy volt. Élete javát, több mint két évtizedet, a középiskolai tanárképzés szolgálatában töltötte mint a tanárképző intézet gyakorló főgimnáziumának a tanára, majd igazgatója. Kármán Mórral együtt dolgozott a német és magyar nyelvi és irodalmi tanítás módszertanának a fejlesztésén. Részt vett a közoktatási tanács, a tanárvizsgáló bizottság, a Pedagógiai Társaság és a tanáregyesület működésében, ez utóbbinak Közlönyét szerkesztette is. A pedagógiai irodalmat a Magyar Tanügy hasábjain értékes munkálatokkal gazdagította.

## Emlékezete
Síremlékét 1899. április 23-án leplezték le a Kerepesi úti temetőben. Törökbálint hazafias közönsége szülőházát márvány emléktáblával jelölte meg, melyet 1907. szeptember 13-án lepleztek le.

### Cikkei
Cikkei megjelentek a Magyar Nyelvőrben (1872-től), a Hunfalvy-Albumban (1891), a Nyelvtudományi Közleményekben (1885., 1895-1896.), a Budapesti Szemlében (1879-1880., 1891-1894.), a Budenz-Albumban (1884.) az Egyetemes Philologiai Közlönyben (1881-1882., 1890., 1892.), az Akadémiai Értesítőben (1892, 1895.), a Magyar Tanügyben (1872., 1876., 1879., 1883-1884.), a Tanáregylet Közlönyében (1872. 1884-1890.), az Irodalomtörténeti Közleményekben (1891).
Kisebb-nagyobb közlemények 1886-tól a következő lapokban: Fővárosi Lapok, A Hon, Független Lapok, Egyetértés, Pesti Napló, Pesti Hirlap, Budapesti Hirlap, Nemzet, Hazánk és a Külföld, Népnevelők Lapja, Természettudományi Közlöny, Jogtudományi Közlöny, Magyar Könyvszemle, Könyvkiállítási kalauz, Az Osztrák-Magyar Monarchia írásban és képben.

## Főbb munkái
- Nyelvemléktár. Régi magyar codexek és nyomtatványok. Kiadja a Magyar Tudományos Akadémia nyelvtudományi bizottsága  
  - I. Bécsi codex - Müncheni codex. Budapest: M. T. Akadémia Könyvárusi Hivatala. 1874.
  - II. Weszprémi – Peer – Winkler – Sándor – Gyöngyösi – Thewrewk – Kriza – Bod codex. Budapest: M. T. Akadémia Könyvtárusi Hivatala. 1874.
  - IV. és V. Érdy Codex I. és II. Budapest: M. T. Akadémia Könyvkiadói Hivatala. 1876.
  - VI. Tihanyi – Kazinczy – Horváth codex. Budapest: M. T. Akadémia Könyvkiadói Hivatala. 1877.
  - VII. Ehrenfeld – Simor – Cornides Codex – Szent Krisztina élete – Vitkovics codex – Lányi codex. Budapest: M. T. Akadémia Könyvkiadó Hivatala. 1878.
  - VIII. Szent Margit élete – Példák Könyve – Könyvecske a szent apostoloknak méltóságáról – Apor codex – Kulcsár codex. Budapest: M. T. Akadémia Könyvkiadói Hivatala. 1879.
  - IX. és X. Érsekújvári codex. Budapest: M. T. Akadémia Könyvkiadói Hivatala. 1888.
  - XI. Debreczeni codex – Gömöry codex. Budapest: M. T. Akadémia Könyvkiadói Hivatala. 1882.
  - XII. Döbrentei codex – Teleki codex. Budapest: M. T. Akadémia Könyvkiadói Hivatala. 1884.
  - XIII. Festetics codex – Pozsonyi codex – Keszthelyi codex – Miskolczi töredék. Budapest: M. T. Akadémia Könyvkiadói Hivatala. 1885.
  - XIV. Lobkowitz codex – Batthyányi codex – Czeh codex. Budapest: M. T. Akadémia Könyvkiadói Hivatala. 1890.
  - Az I-II. és IV-XIV. kötetekben a Régi Magyar codexek irodalomtörténeti ismertetése.
- Az Ehrenfeld codex. A legrégibb magyar könyv ismertetése és hű lenyomata. Budapest, 1881. (Különnyomat a Nyelvemléktárból).
- Bátori László és a Jordánszky-Codex bibliafordítása. Budapest: Magyar Tudományos Akadémia Könyvkiadó. 1879. (Akadémiai székfoglaló).
- Kiktől tanult a magyar írni, olvasni? (A régi magyar orthographia kulcsa). Budapest: Magyar Tudományos Akadémia. 1885. (Értekezések a nyelv- és széptudom. köréből XII. 6.).
- Egyházi verses könyv: Winkler – Codex. kiad.: Böbrentei Gábor, az eredetivel összevetette és előszóval ellátta: Volf György. (Régi Magyar Nyelvemlékek. VI. k. 2. osztály). Budapest: Kiadta a M. Tudom. Akadémia. 1888.
- A Jordánszky – Codex bibliafordítása, kiegészítve a Jankovich- és Csemez-Töredékkel. Sajtó alá rendezte és kinyomatta: Toldy Ferenc, az eredetivel összevetette, a Csemez-töredék szövegével kiegészítette és előszóval ellátta: Volf György. (Régi Magyar Nyelvemlékek. V. k.). Budapest: Kiadta a M. Tudom. Akadémia. 1888.
- A magyar helyesírás alapja. Budapest: Eggenberger. 1894.
- Első keresztény térítőink, nyelvünk, írásunk és történetünk tanubizonysága szerint. Budapest: Magyar Tudományos Akadémia. 1896. (Különny. a Budapesti Szemléből). Székfoglaló).
- A m. kir. tanárképző-intézeti gyakorló gymnasium tanári karának irodalmi működése. Budapest. 1896.
- A honfoglaló magyarok műveltsége. Budapest: Hornyánszky Viktor Könyvnyomda. 1897.(Különny. az Akadémiai Értesítőből).
- Az egyházi szláv nyelv hazája és a magyar honfoglalás. Budapest: Eggenberger. 1897. (Különny. a Nyelvtudományi Közleményekből).
- Volf György összegyűjtött munkái. Két kötet. Budapest: Franklin-Társulat. 1907–1914. (Demecki Mihály kiadása.)

### Munkáinak, cikkeinek jegyzéke:
Tanárképző-intézeti gyakorló iskola tanárainak irodalmi működése Budapest. 1896.
A Magyar Tud. Akadémia kiadásában megjelent munkáknak és a folyóiratok tartalmának czímjegyzéke. I. kötet. Budapest: Magyar Tudományos Akadémia. 1911.